# النبيرة
قرية النبيرة هي إحدى القرى التابعة لمركز إيتاي البارود في محافظة البحيرة في جمهورية مصر العربية. حسب إحصاءات سنة 2006، بلغ إجمالي السكان في النبيرة 9306 نسمة، منهم 4770 رجل و4536 امرأة.

## التاريخ
قرية النبيرة من القرى القديمة، حيث وردت باسم «النبيرة» في أعمال حوف رمسيس ضمن قرى الروك الصلاحي التي أحصاها ابن مماتي في كتاب قوانين الدواوين، كما وردت باسم «النبيرة» في أعمال البحيرة ضمن قرى الروك الناصري التي أحصاها ابن الجيعان في كتاب «التحفة السنية بأسماء البلاد المصرية». وفي العصر العثماني وردت باسم «النبيرة» في التربيع العثماني الذي أجراه الوالي العثماني سليمان باشا الخادم في عصر السلطان العثماني سليمان القانوني ضمن قرى ولاية البحيرة، وفي تاريخ 1228هـ/1813م الذي عدّ قرى مصر بعد المسح الذي قام به محمد علي باشا باسم «النبيرة» ضمن قرى مديرية البحيرة.